# Hilemorfizm
Hilemorfizm (gr. ὕλη hylē – materia, μορφή morphē – kształt), hylemorfizm – stanowisko w teorii bytu (metafizyka) i filozofii przyrody dotyczące ontycznej budowy i działania ciał naturalnych. Według tej teorii każdy byt jest ukonstytuowany przez materię pierwszą i formę substancjalną. Za pomocą tego założenia można wyjaśnić m.in. fakt zmian substancjalnych – przechodzenia jednej substancji w inne substancje, tzn. ginięcia jednej substancji przy jednoczesnym powstawaniu innych.
Podwaliny teorii hylemorfizmu dał Arystoteles (384–322 p.n.e.), a sama nazwa została ukuta przez neoscholastykę pod koniec XIX w. Dla Arystotelesa materia wspólnie z ideą tworzyły substancję, jako jej składowe. Według Arystotelesa materia pierwsza jest bytem potencjalnym, tzn. gotowym przejść do aktu, względem istoty. Natomiast Tomasz z Akwinu (1225–1274 AD) podejmując teorię hylemorfizmu, stwierdził, że materia jest potencjalna nie tylko względem istoty, ale także istnienia, tzn. że sama bez formy nie istnieje. Istnienie otrzymuje wraz z formą substancjalną. Istnienie jest jej aktem drugim. Tak samo jak nie istnieją idee – wszystko to są abstrakcje. Naprawdę istnieją tylko konkretne zespoły materii i formy, czyli substancje. Tym hylemorfizm pochodzenia arystotelesowskiego różni się od teorii bytu typu neoplatońskiego, która uznaje że samodzielne idee, bez materii są bardziej bytem niż byty materialne.
Osobną interpretację hylemorfizmu przedstawił hiszpański filozof neoscholastyczny Franciszek Suárez SJ (1548–1617). Suarezjańska wersja hylemorfizmu ma genezę w szkotyzmie i średniowiecznym nominalizmie. Nie uznawał on różnicy realnej, lecz jedynie myślną między istotą a istnieniem. Przyjmował istnienie samej materii pierwszej, jako „aktu entytatywnego”, będącego czymś pośrednim między istnieniem aktualnym a nieistnieniem.
Teoria hylemorfizmu tradycyjnie odnosi się do tzw. „ciał naturalnych” (łac. corpus naturale), czyli substancjalnych bytów materialnych, podlegających zmianom lub mających dyspozycję do zmian. Nie zaliczają się do nich przedmioty wytworzone, np. przez człowieka oraz byty matematyczne.
Niektórzy filozofowie rozszerzają złożenie hylemorficzne na każdy byt. W innym niż u Arystotelesa sensie złożenie bytu z materii i formy przyjmuje np. Roman Ingarden. Z co najmniej dziewięciu znaczeń pojęć: materia – forma, tylko jedno zdaniem Ingardena odpowiada koncepcji Arystotelesa.